# Ingvar Lidholm
Ingvar Natanael Lidholm, (Jönköping (rovíncia de Småland), 24 de febrer, 1921 - Rönninge (Salem), 17 d'octubre, 2017), a  va ser un compositor suec, membre de l'anomenat Måndagsgruppen.

## Biografia
Lidholm va ser elegit membre de l'Associació de Compositors Suecs el 1946 i va ser nomenat doctor honoris causa a la Universitat d'Örebro el 2002.
Lidholm va estudiar violí i direcció a la Royal Academy of Music amb Axel Runnqvist i Tor Mann respectivament entre 1940 i 1945, composició amb Natanael Berg (en privat) i Hilding Rosenberg entre 1943 i 1945. Va treballar de 1943 a 1947 com a violista a la Royal Orchestra i després va ser nomenat director de banda de la ciutat a Örebro. En aquest sentit, va dirigir l'associació d'orquestres, predecessora de l'actual Orquestra de Cambra Sueca. Aleshores, Lidholm es va convertir en director de música de cambra a la ràdio sueca de 1956 a 1965, professor de composició a la Reial Acadèmia de Música de Sueca de 1965 a 1975 i cap de planificació del departament de música de la ràdio sueca el 1975. Lidholm va ser elegit membre de la Reial Acadèmia Sueca de Música l'any 1960 i en va ser el vicepresident de 1963 a 1969.

## Premis i honors
- 1958 - Gran premi Christ Johnson per a Ritornell per a orquestra
- 1960 - Membre núm. 686 de la Reial Acadèmia de Música de Sueca
- 1967 – El violinista
- 1979 – Literatura i arts
- 1982 – Premi Rosenberg
- 1989 – Medalla per al Foment de les Arts Musicals
- 1993 – Premi Hugo Alfvén
- 1993 – Premi Schock
- 2002 – Doctor honoris causa a la Universitat d'Örebro
- 2013 - Premi de l'editorial musical (premi d'aniversari)

## Obra
per conèixer la seva immensa obra, aneu al seu arxiu del la Viquipèdia sueca.

## Discografia (selecció)
- Música per a cordes (Música per a cordes, Nausicaa sola, Salutacions des d'un vell món i Kontakion). Caprice CAP 21366 (1988)
- Una obra de somni: una òpera en preludi i dos actes. Caprice CAP 22029 (1993)
- Greetings from an Old World (Salutacions des d'un vell món, Toccata, Kontakion i Ritornell). Orquestra Filharmònica d'Estocolm. Gennady Rozhdestvensky, director d'orquestra. Chandos CHAN 9231 (1993)
- Cançons i música de cambra. Caprice CAP 21499 (1996)
- Ingvar Lidholm 44-58. Orquestra Simfònica de Norrköping. Lu Jia, director d'orquestra. BIS-CD-1190 (2003)
- Ingvar Lidholm 58-63. Orquestra Simfònica de Norrköping. Lu Jia, director d'orquestra. BIS-CD-1200 (2003)
- Ingvar Lidholm 63-98. Orquestra Simfònica de Norrköping. Lu Jia, director d'orquestra. BIS-CD-1240 (2002)
- Música Coral. BIS-CD-1549 (2005)